# Propsephus joliveti
Propsephus joliveti là một loài bọ cánh cứng trong họ Elateridae. Loài này được Girard miêu tả khoa học năm 1989.